# Xiphophorus mayae
Xiphophorus mayae är en fiskart som beskrevs av Meyer och Manfred Schartl 2002. Xiphophorus mayae ingår i släktet Xiphophorus och familjen Poeciliidae. Inga underarter finns listade i Catalogue of Life.